# Премія Асоціації кінокритиків Лос-Анджелеса найкращому акторові
Премія Асоціації кінокритиків Лос-Анджелеса найкращому акторові (англ. Los Angeles Film Critics Association Award for Best Actor) — це одна з щорічних нагород, яку щорічно призначає Асоціація кінокритиків Лос-Анджелеса.

## Переможці

### 1970-ті роки
| Церемонія   | Актор          | Назва фільму         | Оригінальна назва | Роль          |
| ----------- | -------------- | -------------------- | ----------------- | ------------- |
| 1-ша (1975) | Аль Пачіно     | Собачий полудень     | Dog Day Afternoon | Сонні Ворцик  |
| 2-га (1976) | Роберт де Ніро | Таксист              | Taxi Driver       | Тревіс Бікл   |
| 3-тя (1977) | Річард Дрейфус | До побачення, люба   | The Goodbye Girl  | Еліот Гарфілд |
| 4-та (1978) | Джон Войт      | Повернення додому    | Coming Home       | Люк Мартін    |
| 5-та (1979) | Дастін Гофман  | Крамер проти Крамера | Kramer vs. Kramer | Тед Крамер    |

### 1980-ті роки
| Церемонія    | Актор            | Назва фільму           | Оригінальна назва        | Роль                  |
| ------------ | ---------------- | ---------------------- | ------------------------ | --------------------- |
| 6-та (1980)  | Роберт де Ніро   | Скажений бик           | Raging Bull              | Джейк ла Мотта        |
| 7-ма (1981)  | Берт Ланкастер   | Атлантик-Сіті          | Atlantic City            | Лу Паскаль            |
| 8-ма (1982)  | Бен Кінгслі      | Ганді                  | Gandhi                   | Магатма Ґанді         |
| 9-та (1983)  | Роберт Дюваль    | Ніжне милосердя        | Tender Mercies           | Мек Следж             |
| 10-та (1984) | Фарід Абрахам    | Амадей                 | Amadeus                  | Антоніо Сальєрі       |
| 10-та (1984) | Альберт Фінні    | Під вулканом           | Under the Volcano        | Джефрі Фермін         |
| 11-та (1985) | Вільям Герт      | Поцілунок жінки-павука | Kiss Of The Spider Woman | Луїс Моліна           |
| 12-та (1986) | Боб Госкінс      | Мона Ліза              | Mona Lisa                | Джордж                |
| 13-та (1987) | Джек Ніколсон    | Будяк                  | Ironweed                 | Френсіс Фелан         |
| 13-та (1987) | Джек Ніколсон    | Іствікські відьми      | The Witches of Eastwick  | Деріл Ван Горн        |
| 13-та (1987) | Стів Мартін      | Роксана                | Roxanne                  | Сі Ді «Чарлі» Бейлз   |
| 14-та (1988) | Том Генкс        | Великий                | Big                      | Джош Баскин (великий) |
| 14-та (1988) | Том Генкс        | Родзинка               | Punchline                | Стівен Голд           |
| 15-та (1989) | Деніел Дей-Льюїс | Моя ліва нога          | My Left Foot             | Крісті Браун          |

### 1990-ті роки
| Церемонія    | Актор          | Назва фільму        | Оригінальна назва      | Роль                       |
| ------------ | -------------- | ------------------- | ---------------------- | -------------------------- |
| 16-та (1990) | Джеремі Айронс | Зворотний бік долі  | Reversal of Fortune    | Клаус фон Бюлов            |
| 17-та (1991) | Нік Нолті      | Володар припливів   | The Prince of Tides    | Том Вінго                  |
| 18-та (1992) | Клінт Іствуд   | Непрощенний         | Unforgiven             | Вільям Манні               |
| 19-та (1993) | Ентоні Гопкінс | Наприкінці дня      | The Remains of the Day | Джеймс Стівенс             |
| 19-та (1993) | Ентоні Гопкінс | Царство тіней       | Shadowlands            | К. С. Льюїс («Джек»)       |
| 20-та (1994) | Джон Траволта  | Кримінальне чтиво   | Pulp Fiction           | Вінсент Вега               |
| 21-ша (1995) | Ніколас Кейдж  | Покидаючи Лас-Вегас | Leaving Las Vegas      | Бен Сандерсон              |
| 22-га (1996) | Джеффрі Раш    | Блиск               | Shine                  | Девід Гельфґот             |
| 23-та (1997) | Роберт Дюваль  | Апостол             | The Apostle            | Еліс Дюві «Сані»/«Апостол» |
| 24-та (1998) | Ієн Маккеллен  | Боги і монстри      | Gods and Monsters      | Джеймс Вейл                |
| 25-та (1999) | Рассел Кроу    | Своя людина         | The Insider            | Джефрі Вайґенд             |

### 2000-ні роки
| Церемонія    | Актор                | Назва фільму              | Оригінальна назва         | Роль                   |
| ------------ | -------------------- | ------------------------- | ------------------------- | ---------------------- |
| 26-та (2000) | Майкл Дуглас         | Вундеркінди               | Wonder Boys               | професор Грейді Тріп   |
| 27-ма (2001) | Дензел Вашингтон     | Тренувальний день         | Training Day              | Алонзо Гарріс          |
| 28-ма (2002) | Деніел Дей-Льюїс     | Банди Нью-Йорка           | Gangs of New York         | Білл «М'ясник» Каттінг |
| 28-ма (2002) | Джек Ніколсон        | Про Шмідта                | About Schmidt             | Воррен Шмідт           |
| 29-та (2003) | Білл Мюррей          | Труднощі перекладу        | Lost in Translation       | Боб Гарріс             |
| 30-та (2004) | Льям Нісон           | Кінсі                     | Kinsey                    | Альфред Кінсі          |
| 31-ша (2005) | Філіп Сеймур Гоффман | Капоте                    | Capote                    | Трумен Капоте          |
| 32-га (2006) | Саша Барон Коен      | Борат                     | Borat                     | Борат Саґдієв          |
| 32-га (2006) | Форест Вітакер       | Останній король Шотландії | The Last King of Scotland | Іді Амін               |
| 33-тя (2007) | Деніел Дей-Льюїс     | Нафта                     | There Will Be Blood       | Daniel Plainview       |
| 34-та (2008) | Шон Пенн             | Гарві Мілк                | Milk                      | 'Гарві Мілк            |
| 35-та (2009) | Джефф Бріджес        | Божевільне серце          | Crazy Heart               | Бед Блейк              |

### 2010-ті роки
| Церемонія    | Актор            | Назва фільму           | Оригінальна назва    | Роль                       |
| ------------ | ---------------- | ---------------------- | -------------------- | -------------------------- |
| 36-та (2010) | Колін Ферт       | Король говорить!       | The King's Speech    | Король Георг VI            |
| 37-ма (2011) | Майкл Фассбендер | Небезпечний метод      | A Dangerous Method   | Карл Густав Юнг            |
| 37-ма (2011) | Майкл Фассбендер | Джейн Ейр              | Jane Eyre            | Едвард Рочестер            |
| 37-ма (2011) | Майкл Фассбендер | Сором                  | Shame                | Брендон                    |
| 37-ма (2011) | Майкл Фассбендер | Люди Ікс: Перший клас  | X-Men: First Class   | Ерік Леншерр / Магніто     |
| 38-ма (2012) | Хоакін Фенікс    | Майстер                | The Master           | Фреді Квел                 |
| 39-та (2013) | Брюс Дерн        | Небраска               | Nebraska             | Вуді Грант                 |
| 40-ва (2014) | Том Гарді        | Лок                    | Locke                | керівник будівельних робіт |
| 41-ша (2015) | Майкл Фассбендер | Стів Джобс             | Steve Jobs           | Стів Джобс                 |
| 42-га (2016) | Адам Драйвер     | Патерсон               | Paterson             | Патерсон                   |
| 43-тя (2017) | Тімоті Шалемей   | Назви мене своїм ім'ям | Call Me by Your Name | Еліо Перлман               |
| 44-тя (2018) | Ітан Гок         | First Reformed         | First Reformed       | пастор Ернст Толлер        |
| 45-тя (2019) | Антоніо Бандерас | Біль та слава          | Dolor y gloria       | Сальвадор Малло            |

### 2020-ті роки
| Церемонія    | Актор          | Назва фільму         | Оригінальна назва        | Роль                 |
| ------------ | -------------- | -------------------- | ------------------------ | -------------------- |
| 46-та (2020) | Чедвік Боузман | Ма Рейні: Мати блюзу | Ma Rainey's Black Bottom | Ліві Грін            |
| 47-та (2021) | Саймон Рекс    | Червона ракета       | Red Rocket               | Майкі «Сейбер» Девіс |